# Chino (fútbol sala)
Javier García Moreno, más conocido como Chino (Albacete, 13 de noviembre de 1991), es un jugador de fútbol sala español que juega como ala actualmente en el Jaén Paraíso Interior, de la 1ª RFEF Futsal de España y en la selección de fútbol sala de España.
Es uno de los jugadores más destacados del fútbol sala español de la segunda década del siglo XXI y comienzos de la tercera. Fue el máximo goleador de la Primera División de fútbol sala en la temporada 2019-2020 con 26 goles. Ha sido campeón tres veces de la Copa de España, MVP en una ocasión, y subcampeón en otra ocasión. También ha sido subcampeón de liga, siendo artífice de todos los éxitos que ha conquistado. Con España anotó uno de los dos tantos que dieron el triunfo a la selección frente a Brasil en 2020.

## Clubes
| Temporada       | Equipo                  |
| --------------- | ----------------------- |
| 2007-2012       | Albacete Fútbol Sala    |
| 2012-2013       | Puertollano Fútbol Sala |
| 2013-2014       | Montesinos Jumilla      |
| 2014-2015       | Jaén Paraíso Interior   |
| 2015-2016       | Burela Fútbol Sala      |
| 2016-2018       | Jaén Paraíso Interior   |
| 2018-2019       | Osasuna Magna           |
| 2019-2022       | Viña Albali Valdepeñas  |
| 2022-2022       | Dinamo-Samara           |
| 2022-2022       | Albacete Fútbol Sala    |
| 2022-actualidad | Jaén Paraíso Interior   |

## Palmarés
- Máximo goleador de la Liga LNFS Primera División 2019-2020 (26 goles) y 2022-2023.
- 3 Copas de España (2015, 2018, 2023)
- MVP Copa de España 2018